# Horní Habartice
Horní Habartice település Csehországban, Děčíni járásban. Horní Habartice Dobrná, Markvartice, Dolní Habartice és Velká Bukovina településekkel határos. Lakosainak száma 446 fő (2024. január 1.).

## Népesség
A település lakosságának változását az alábbi diagram mutatja:
| Lakosok száma | 1107 | 980  | 919  | 554  | 453  | 393  | 393  | 405  | 408  | 446  |
|               | 1869 | 1900 | 1921 | 1961 | 1980 | 2011 | 2016 | 2019 | 2021 | 2024 |